# Њу Рокфорд (Северна Дакота)
Њу Рокфорд (енгл. New Rockford) град је у америчкој савезној држави Северна Дакота.

## Демографија
По попису из 2010. године број становника је 1.391, што је 72 (-4,9%) становника мање него 2000. године.
| Група             | 2000.         | 2010.         |
| Белци             | 1.430 (97,7%) | 1.305 (93,8%) |
| Афроамериканци    | 2 (0,1%)      | 1 (0,1%)      |
| Азијати           | 0 (0,0%)      | 5 (0,4%)      |
| Хиспаноамериканци | 8 (0,5%)      | 41 (2,9%)     |
| Укупно            | 1.463         | 1.391         |